# Décès en mars 2017
Décès
- 2013
- 2014
- 2015
- 2016
- 2017
- 2018
- 2019
- 2020
- 2021

Pour une information complémentaire, voir la page d'aide.

| Date     | Nom                                    | Activités | Âge   | Source |
| -------- | -------------------------------------- | --- | ----- | ------ |
| 1er mars | Paula Fox                              | Romancière américaine. | 93    |        |
| 1er mars | Pierre Guénin                          | Journaliste de cinéma, artiste peintre, écrivain et militant LGBT français.                                                      | 90    |        |
| 1er mars | Spencer Hays                           | Collectionneur d'art et mécène américain.                                                                                        | 80    |        |
| 1er mars | Richard Karron                         | Acteur américain. | 82    | (en)   |
| 1er mars | Yasuyuki Kuwahara                      | Footballeur international japonais, médaillé de bronze aux Jeux olympiques d'été de 1968.                                        | 74    | (ja)   |
| 1er mars | Claudine Maugendre                     | Photojournaliste et éditrice française.                                                                                          | 75    |        |
| 1er mars | David Rubinger                         | Reporter-photographe israélien.                                                                                                  | 92    |        |
| 1er mars | Alejandra Soler                        | Femme politique et enseignante espagnole.                                                                                        | 103   | (es)   |
| 2 mars   | Yves Beccaria                          | Éditeur et homme de presse français.                                                                                             | 87    |        |
| 2 mars   | Tarcisio Catanese                      | Footballeur puis entraîneur italien.                                                                                             | 49    | (it)   |
| 2 mars   | Gata Cattana                           | Rappeuse espagnole. | 25    | (es)   |
| 2 mars   | Édouard Close                          | Homme politique belge. | 87    |        |
| 2 mars   | Tommy Gemmell                          | Footballeur écossais (1961-1977).                                                                                                | 73    |        |
| 2 mars   | Marie Mélisou                          | Écrivain français. | 55    |        |
| 2 mars   | Sœur Marie Séraphie                    | Religieuse française. | 101   |        |
| 3 mars   | Míriam Colón                           | Actrice portoricaine. | 80    | (en)   |
| 3 mars   | Raymond Kopa                           | Footballeur français. | 85    |        |
| 3 mars   | Misha Mengelberg                       | Compositeur et pianiste néerlandais de jazz.                                                                                     | 81    | (nl)   |
| 3 mars   | René Préval                            | Premier ministre (1991) puis Président haïtien (1996-2001, 2006-2011).                                                           | 74    |        |
| 3 mars   | Stephen Ross                           | Professeur d'économie financière américain.                                                                                      | 73    | (en)   |
| 3 mars   | Tasso Springer (de)                    | Physicien allemand, directeur de l'Institut Laue-Langevin (1977-1982).                                                           | 86    | (en)   |
| 3 mars   | Gordon Thomas                          | Journaliste d'investigation gallois.                                                                                             | 84    | (en)   |
| 4 mars   | Jean-Christophe Averty                 | Homme de radio et de télévision français.                                                                                        | 88    |        |
| 4 mars   | Valerie Carter                         | Chanteuse américaine de folk, pop, funk et country.                                                                              | 64    | (en)   |
| 4 mars   | Maria Teresa Ferrer i Mallol           | Historienne médiéviste catalane.                                                                                                 | 76    | (ca)   |
| 4 mars   | Edi Fitzroy                            | Chanteur jamaïcain de reggae. | 61    | (en)   |
| 4 mars   | Thomas Starzl                          | Médecin américain. | 90    | (en)   |
| 4 mars   | Alberto Villalta                       | Footballeur international salvadorien.                                                                                           | 69    | (es)   |
| 4 mars   | Clayton Yeutter                        | Homme politique américain, secrétaire à l'Agriculture (1989-1991).                                                               | 86    | (en)   |
| 5 mars   | Sydney Ball                            | Artiste peintre abstrait australien.                                                                                             | 83    | (en)   |
| 5 mars   | Louis Cortot                           | Compagnon de la Libération français.                                                                                             | 91    |        |
| 5 mars   | Jay Lynch                              | Dessinateur américain de comics underground.                                                                                     | 72    | (en)   |
| 5 mars   | Kurt Moll                              | Chanteur allemand, voix de basse.                                                                                                | 78    | (de)   |
| 6 mars   | Sergueï Botcharov                      | Critique et historien littéraire soviétique puis russe.                                                                          | 87    | (ru)   |
| 6 mars   | Marie-Louise Butzig                    | Footballeuse française. | 72    |        |
| 6 mars   | Gérard Calvet                          | Artiste peintre et sculpteur français.                                                                                           | 90    |        |
| 6 mars   | Bill Hougland                          | Basketteur américain, champion olympique (1952, 1956).                                                                           | 86    | (en)   |
| 6 mars   | Marek Ostrowski                        | Footballeur polonais. | 57    | (pl)   |
| 6 mars   | Eddy Pauwels                           | Coureur cycliste belge. | 81    | (nl)   |
| 6 mars   | Dudley Storey                          | Rameur néo-zélandais, champion olympique en 1968 et médaillé d'argent en 1972.                                                   | 77    | (en)   |
| 7 mars   | Hans Georg Dehmelt                     | Physicien germano-américain. | 94    | (en)   |
| 7 mars   | Ronald Drever                          | Physicien britannique. | 85    | (en)   |
| 7 mars   | Noureddine Hammel                      | Footballeur international algérien.                                                                                              | 66    |        |
| 7 mars   | Yukinori Miyabe                        | Patineur de vitesse japonais, médaillé de bronze aux Jeux olympiques d'hiver de 1992.                                            | 48    | (ja)   |
| 7 mars   | André Nouschi                          | Historien français. | 94    |        |
| 7 mars   | Lynne Stewart                          | Avocate américaine. | 77    | (en)   |
| 7 mars   | Juan Carlos Touriño                    | Footballeur international espagnol.                                                                                              | 72    | (es)   |
| 7 mars   | Éliane Victor                          | Journaliste française de télévision.                                                                                             | 98    |        |
| 8 mars   | Yuriy Korovyansky                      | Joueur ukrainien de volley-ball.                                                                                                 | 49    |        |
| 8 mars   | Li Yuan-tsu                            | Homme politique taïwanais, vice-président (1990-1996).                                                                           | 94    | (en)   |
| 8 mars   | Danilo Mainardi                        | Biologiste, zoologiste et éthologue italien.                                                                                     | 83    | (it)   |
| 8 mars   | George A. Olah                         | Chimiste américain d'origine hongroise.                                                                                          | 89    | (en)   |
| 8 mars   | André Vinas                            | Écrivain français. | 92    |        |
| 9 mars   | Khadija Ben Arfa                       | Actrice tunisienne. | 67    |        |
| 9 mars   | Jean-Pascal Cogné                      | Géophysicien français. | 61    |        |
| 9 mars   | Anthony Delhalle                       | Pilote français d'endurance et de vitesse moto.                                                                                  | 35    |        |
| 9 mars   | Howard Hodgkin                         | Artiste peintre et graveur anglais.                                                                                              | 84    | (en)   |
| 9 mars   | Jean-Hugues Malineau                   | Éditeur et poète français. | 71    |        |
| 9 mars   | Aldo Quaglio                           | Joueur français de rugby à XV et de rugby à XIII.                                                                                | 83    |        |
| 10 mars  | Pierre Bouteiller                      | Journaliste de radio et de télévision français.                                                                                  | 82    |        |
| 10 mars  | Nigel Cecil                            | Officier britannique, 23e lieutenant-gouverneur de l'île de Man.                                                                 | 91    | (en)   |
| 10 mars  | Denise Hillard                         | Archiviste et historienne française.                                                                                             | 79    |        |
| 10 mars  | Kafougouna Koné                        | Militaire et homme politique malien.                                                                                             | 72/73 |        |
| 10 mars  | Alain Levoyer                          | Homme politique français. | 76    |        |
| 10 mars  | Maurice Lusien                         | Nageur français. | 90    |        |
| 10 mars  | Henri Minczeles                        | Journaliste et historien français.                                                                                               | 91    |        |
| 10 mars  | Aníbal Ruiz                            | Footballeur uruguayen et vénézuélien.                                                                                            | 74    | (es)   |
| 10 mars  | Joni Sledge                            | Chanteuse américaine, membre du groupe Sister Sledge.                                                                            | 60    |        |
| 10 mars  | John Surtees                           | Pilote automobile britannique (champion du monde F1 en 1964) également pilote de vitesse moto (sept titres).                     | 83    | (en)   |
| 10 mars  | Robert James Waller                    | Écrivain, photographe et musicien américain.                                                                                     | 77    | (en)   |
| 11 mars  | Jean-Claude Étienne                    | Homme politique français. | 75    |        |
| 11 mars  | András Kovács                          | Scénariste et réalisateur hongrois.                                                                                              | 91    | (hu)   |
| 11 mars  | Ángel Parra                            | Chanteur chilien. | 73    |        |
| 11 mars  | André Rives                            | Joueur de rugby à XIII français.                                                                                                 | 93    |        |
| 12 mars  | James Brink                            | Joueur de tennis américain. | 91    | (en)   |
| 12 mars  | Numa Broc                              | Géographe français. | 83    |        |
| 12 mars  | Horst Ehmke                            | Homme politique allemand. | 90    | (de)   |
| 12 mars  | Jacques Fihey                          | Prélat catholique français, évêque émérite de Coutances et Avranches.                                                            | 85    |        |
| 12 mars  | Petra Kandarr                          | Athlète allemande, spécialiste du 100 et du 200 mètres.                                                                          | 66    | (de)   |
| 12 mars  | Vladimir Makovitch                     | Homme politique ukrainien. | 54    | (ru)   |
| 12 mars  | Patrick Nève                           | Pilote automobile belge. | 67    |        |
| 12 mars  | Moustapha Niang                        | Joueur sénégalais de basket-ball.                                                                                                | 33    | (ru)   |
| 12 mars  | Jean-Claude Sachot                     | Acteur et metteur en scène français.                                                                                             | 73    |        |
| 13 mars  | Philippe Adler                         | Chroniqueur musical et animateur de télévision français.                                                                         | 80    |        |
| 13 mars  | Henri Cueco                            | Artiste peintre français. | 87    |        |
| 13 mars  | Morton Deutsch                         | Psychologue et professeur d'université américain.                                                                                | 97    | (en)   |
| 13 mars  | Hiroto Muraoka                         | Footballeur international japonais.                                                                                              | 85    | (ja)   |
| 13 mars  | Richard de Sayn-Wittgenstein-Berleburg | Entrepreneur allemand, chef de la Maison de Sayn-Wittgenstein-Berlebourg.                                                        | 82    | (de)   |
| 14 mars  | Julien Besançon                        | Journaliste français. | 84    |        |
| 14 mars  | Andrzej Biegalski                      | Boxeur polonais, champion amateur d'Europe en 1975.                                                                              | 64    | (pl)   |
| 14 mars  | Alex W. du Prel                        | Journaliste et écrivain germano-américain.                                                                                       | 73    |        |
| 14 mars  | Luigi Mannelli                         | Joueur de water-polo italien, champion aux Jeux olympiques d'été de 1960.                                                        | 78    | (it)   |
| 14 mars  | Yelena Naimushina                      | Gymnaste artistique féminine soviétique puis russe, championne olympique aux Jeux olympiques d'été de 1980.                      | 52    | (en)   |
| 14 mars  | Royal Robbins                          | Grimpeur et alpiniste américain.                                                                                                 | 82    | (en)   |
| 14 mars  | André Tosel                            | Philosophe français. | 75    |        |
| 14 mars  | Rodrigo Valdez                         | Boxeur colombien. | 70    | (es)   |
| 14 mars  | Tsunehiko Watase                       | Acteur japonais. | 72    | (en)   |
| 15 mars  | Fritz Briel                            | Kayakiste allemand, médaillé d'argent aux Jeux olympiques d'été de 1956.                                                         | 82    | (de)   |
| 15 mars  | Jacques Cabero                         | joueur de Rugby à XIII français.                                                                                                 | 69    |        |
| 15 mars  | Job Durupt                             | Homme politique français. | 86    |        |
| 15 mars  | Laurent Laplante                       | Journaliste, essayiste et romancier canadien, québécois.                                                                         | 83    |        |
| 15 mars  | Wojciech Młynarski                     | Écrivain, poète, auteur-compositeur, chanteur et metteur en scène polonais.                                                      | 75    |        |
| 15 mars  | Enrique Morea                          | Joueur argentin de tennis. | 92    |        |
| 15 mars  | Nguyễn Phúc Bảo Thắng                  | Prince vietnamien, chef de la Maison impériale d'Annam.                                                                          | 73    |        |
| 15 mars  | Sok An                                 | Homme politique cambodgien. | 66    |        |
| 15 mars  | Dave Stallworth                        | Joueur américain de basket-ball.                                                                                                 | 75    | (en)   |
| 16 mars  | James Cotton                           | Chanteur et harmoniciste américain de blues.                                                                                     | 81    | (en)   |
| 16 mars  | Torgny Lindgren                        | Écrivain suédois. | 78    | (sv)   |
| 16 mars  | Gérard Terronès                        | Producteur de jazz français. | 76    |        |
| 16 mars  | Youcef Touati                          | Footballeur franco-algérien. | 27    |        |
| 16 mars  | Skip Williamson                        | Dessinateur américain. | 72    | (en)   |
| 17 mars  | Piarres Charritton                     | Écrivain et académicien basque français.                                                                                         | 95    | (eu)   |
| 17 mars  | Robert Day                             | Réalisateur, acteur, scénariste, producteur et directeur de la photographie britannique.                                         | 94    | (en)   |
| 17 mars  | Lawrence Montaigne                     | Acteur américain. | 86    | (en)   |
| 17 mars  | Inomjon Usmonxoʻjayev                  | Homme politique ouzbek. | 86    | (ru)   |
| 17 mars  | Derek Walcott                          | Poète, dramaturge et artiste saint-lucien.                                                                                       | 87    | (en)   |
| 18 mars  | Chuck Berry                            | Guitariste et chanteur américain, pionnier du rock 'n' roll.                                                                     | 90    |        |
| 18 mars  | Juliette Bessis                        | Historienne française. | 91    |        |
| 18 mars  | Trisha Brown                           | Danseuse et chorégraphe américaine.                                                                                              | 80    |        |
| 18 mars  | Miloslav Vlk                           | Cardinal tchèque, archevêque de Prague (1991-2010).                                                                              | 84    |        |
| 18 mars  | Bernie Wrightson                       | Dessinateur de bande dessinée américain.                                                                                         | 68    | (en)   |
| 19 mars  | Jimmy Breslin                          | Journaliste américain. | 88    | (en)   |
| 19 mars  | Ivan Grubišić                          | Prêtre catholique et homme politique croate.                                                                                     | 80    | (hr)   |
| 19 mars  | Li Li-Hua                              | Actrice chinoise. | 92    | (zh)   |
| 19 mars  | Ryan McBride                           | Footballeur nord-irlandais. | 27    |        |
| 19 mars  | Chinu Modi                             | Poète indien. | 77    | (en)   |
| 19 mars  | Tomiko Okazaki                         | Femme politique japonaise, ministre d'État du gouvernement Kan (2010-2011).                                                      | 73    | (en)   |
| 19 mars  | Roger Pingeon                          | Coureur cycliste français. | 76    |        |
| 19 mars  | Ian Stewart                            | Pilote de course automobile écossais.                                                                                            | 87    | (en)   |
| 20 mars  | Louis Frémaux                          | Chef d'orchestre français. | 95    |        |
| 20 mars  | Shuntaro Hida                          | Médecin japonais. | 100   | (en)   |
| 20 mars  | Islam Nasser                           | Coureur cycliste égyptien. | 22    | (es)   |
| 20 mars  | David Rockefeller                      | Homme d'affaires américain. | 101   | (en)   |
| 21 mars  | Chuck Barris                           | Compositeur américain de chansons et producteur-animateur de télévision.                                                         | 87    | (en)   |
| 21 mars  | Colin Dexter                           | Écrivain britannique. | 86    |        |
| 21 mars  | Henri Emmanuelli                       | Homme politique français, président de l' Assemblée nationale (1992-1993).                                                       | 71    |        |
| 21 mars  | Jerry Krause                           | Entraîneur américain de basket-ball.                                                                                             | 77    | (en)   |
| 21 mars  | Martin McGuinness                      | Homme politique nord-irlandais.                                                                                                  | 66    |        |
| 21 mars  | Alfredo Reichlin                       | Homme politique italien. | 91    |        |
| 21 mars  | József Szécsényi                       | Athlète hongrois. | 85    | (hu)   |
| 21 mars  | Teresia Teaiwa                         | Poétesse gilbertine et américaine.                                                                                               | 48    | (en)   |
| 22 mars  | Pete Hamilton                          | Pilote américain de NASCAR. | 74    | (en)   |
| 22 mars  | Joanne Kyger                           | Poétesse américaine. | 82    | (en)   |
| 22 mars  | Tomás Milián                           | Acteur et scénariste cubain naturalisé américain.                                                                                | 84    | (it)   |
| 22 mars  | Agustí Montal Costa                    | Économiste espagnol et chef d'entreprise, président du FC Barcelone (1969-1977).                                                 | 82    | (ca)   |
| 22 mars  | Ronnie Moran                           | Footballeur anglais puis entraîneur du Liverpool Football Club.                                                                  | 83    | (en)   |
| 22 mars  | Piroska Oszoli                         | Artiste peintre hongroise. | 98    | (hu)   |
| 22 mars  | Alkis Pierrakos                        | Artiste peintre grec. | 96    | (el)   |
| 22 mars  | Daisuke Satō                           | Concepteur de jeux, romancier japonais et scénariste de mangas.                                                                  | 52    |        |
| 22 mars  | Lembit Ulfsak                          | Acteur estonien. | 69    | (en)   |
| 23 mars  | Lola Albright                          | Actrice et chanteuse américaine.                                                                                                 | 92    | (en)   |
| 23 mars  | Mario Bettati                          | Professeur de droit international français.                                                                                      | 79    |        |
| 23 mars  | Serge Doubrovsky                       | Écrivain français, critique littéraire et professeur de littérature française.                                                   | 88    |        |
| 23 mars  | JP Géné                                | Chroniqueur gastronomique français.                                                                                              | 67    |        |
| 23 mars  | William Henry Keeler                   | Cardinal américain, archevêque de Baltimore (1989-2007).                                                                         | 86    | (en)   |
| 23 mars  | Nicolás Nieri                          | Footballeur international péruvien.                                                                                              | 77    |        |
| 23 mars  | Ingeborg Rapoport                      | Pédiatre allemande. | 104   | (de)   |
| 23 mars  | Denis Voronenkov                       | Homme politique russe naturalisé ukrainien.                                                                                      | 45    |        |
| 23 mars  | Diana Ingro                            | Actrice argentine. | 90    |        |
| 24 mars  | Paloma Gómez Borrero                   | Journaliste espagnole. | 82    | (es)   |
| 24 mars  | Hubert Hammerer                        | Tireur sportif autrichien, champion aux Jeux olympiques d'été de 1960.                                                           | 91    | (de)   |
| 24 mars  | Leo Peelen                             | Coureur cycliste néerlandais, médaillé d'argent aux Jeux olympiques d'été de 1988.                                               | 48    | (nl)   |
| 24 mars  | Richard Roth                           | Producteur de cinéma américain.                                                                                                  | 77    | (en)   |
| 24 mars  | Pete Shotton                           | Homme d'affaires britannique. | 75    | (en)   |
| 24 mars  | Wolfgang Solz                          | Footballeur international allemand.                                                                                              | 77    | (de)   |
| 25 mars  | Giorgio Capitani                       | Réalisateur italien. | 89    | (it)   |
| 25 mars  | Louis R. Desmarais                     | Homme politique canadien. | 94    | (en)   |
| 25 mars  | Benoît Girard                          | Comédien québécois. | 85    |        |
| 25 mars  | Asbjørn Hansen                         | Footballeur international norvégien.                                                                                             | 86    | (no)   |
| 25 mars  | Vladimir Kazatchionok                  | Footballeur international soviétique puis entraîneur russe.                                                                      | 64    |        |
| 25 mars  | Teodor Oizerman                        | Philosophe russe. | 102   | (ru)   |
| 25 mars  | Cuthbert Sebastian                     | Gynécologue et homme politique christophien, gouverneur général de Saint-Christophe-et-Niévès (1er janvier 1996-2 janvier 2013). | 95    | (en)   |
| 25 mars  | Julian Stanczak                        | Artiste peintre américain. | 88    | (en)   |
| 25 mars  | María Esther Vázquez                   | écrivaine et journaliste argentine.                                                                                              | 79    | (es)   |
| 26 mars  | Alessandro Alessandroni                | Musicien et compositeur italien.                                                                                                 | 92    | (it)   |
| 26 mars  | Darlene Cates                          | Actrice américaine. | 69    | (en)   |
| 26 mars  | Éric Lhote                             | Footballeur français. | 67    |        |
| 26 mars  | Brian Oldfield                         | Athlète américain, spécialiste du lancer du poids.                                                                               | 71    | (en)   |
| 27 mars  | Romolo Bizzotto                        | Footballeur et entraîneur italien.                                                                                               | 92    | (it)   |
| 27 mars  | Chelsea Brown                          | Actrice américaine. | 74    | (en)   |
| 27 mars  | Leone Cimpellin                        | Dessinateur italien de fumetti.                                                                                                  | 90    | (it)   |
| 27 mars  | Jean-Michel Guilcher                   | Ethnologue français. | 102   |        |
| 27 mars  | Velik Kapsazov                         | Gymnaste bulgare, médaillé de bronze aux Jeux olympiques d'été de 1960.                                                          | 81    | (bg)   |
| 27 mars  | Eduard Mudrik                          | Footballeur soviétique puis russe.                                                                                               | 77    | (ru)   |
| 27 mars  | Robert Ghormley Parr                   | Chimiste théoricien américain.                                                                                                   | 95    | (en)   |
| 27 mars  | David Storey                           | Dramaturge, romancier et scénariste britannique.                                                                                 | 83    | (en)   |
| 28 mars  | Bernard Baudet                         | Footballeur français | 77    |        |
| 28 mars  | Alice de Bourbon-Parme                 | Infante d'Espagne, princesse de Parme.                                                                                           | 99    | (es)   |
| 28 mars  | Jean-Pierre Cave                       | Homme politique français. | 65    |        |
| 28 mars  | Ahmed Kathrada                         | Homme politique sud-africain, militant anti-apartheid.                                                                           | 87    |        |
| 28 mars  | Christine Kaufmann                     | Actrice allemande. | 72    | (en)   |
| 28 mars  | Janine Sutto                           | Actrice canadienne, québécoise.                                                                                                  | 95    |        |
| 28 mars  | Enn Vetemaa                            | Poète et écrivain estonien. | 80    | (et)   |
| 29 mars  | Alekseï Abrikossov                     | Physicien soviétique, puis russe naturalisé américain, colauréat du prix Nobel de physique en 2003.                              | 88    | (en)   |
| 29 mars  | Mireille Cébeillac-Gervasoni           | Historienne française. | 74    |        |
| 29 mars  | Magdalene Hoff                         | Femme politique allemande. | 76    | (de)   |
| 29 mars  | Ernst Ogris                            | Footballeur international autrichien.                                                                                            | 49    | (de)   |
| 30 mars  | Francis de Noyelle                     | Diplomate français. | 97    |        |
| 30 mars  | Paul Hamilton                          | Footballeur, puis entraîneur nigérian.                                                                                           | 75    | (en)   |
| 30 mars  | Donald Harvey                          | Tueur en série américain. | 64    | (en)   |
| 30 mars  | Alfred C. Marble, Jr.                  | Prélat épiscopalien américain.                                                                                                   | 80    | (en)   |
| 31 mars  | Halit Akçatepe                         | Acteur turc. | 79    | (tr)   |
| 31 mars  | Rubén Amaro, Sr.                       | Joueur de baseball mexicain. | 81    | (en)   |
| 31 mars  | Jean Anciant                           | Homme politique français. | 83    |        |
| 31 mars  | Gilbert Baker                          | Artiste américain. | 65    | (en)   |
| 31 mars  | William Thaddeus Coleman               | Juriste et homme politique américain.                                                                                            | 96    | (en)   |
| 31 mars  | John Phillips                          | Footballeur international gallois.                                                                                               | 65    | (en)   |
| 31 mars  | James Rosenquist                       | Peintre américain. | 83    |        |
| 31 mars  | Gordon Sato                            | Biologiste américain. | 89    |        |
| 31 mars  | Évelyne Sullerot                       | Sociologue et écrivaine française.                                                                                               | 92    |        |